# Absolutely Anything
Absolutely Anything (prt: Absolutely Anything - Uma Comédia Intergaláctica; bra: Absolutamente Impossível) é um filme britânico de ficção científica e comédia, realizado por Terry Jones, e escrito por Gavin Scott. O filme estrelou Simon Pegg e Kate Beckinsale, com as vozes de Michael Palin, Terry Jones, Terry Gilliam, John Cleese, Eric Idle e Robin Williams, em seu papel último filme.
O primeiro filme a apresentar todos os integrantes do grupo de comédia britânico, Monty Python, foi O Sentido da Vida em 1983, a primeira realização de Terry Jones. O filme foi lançado no Reino Unido pela Lionsgate UK a 14 de agosto de 2015, em Portugal foi lançado a 27 de agosto de 2015 pela Outsider Films e em Angola o filme foi exibido a 28 de agosto de 2015.

## Argumento
Neil Clarke é um professor desiludido, que de repente descobre e começa a utilizar a habilidade de fazer qualquer coisa que ele deseja, um grupo de alienígenas obcecados pelo poder, propõe a Neil um desafio, e começam por observá-lo a partir do espaço. Enquanto ele luta para lidar com esses novos poderes e os acontecimentos que surgem subsequentemente, ele chama seu fiel companheiro canino Dennis para ajudá-lo ao longo do caminho.[carece de fontes?]

## Elenco
- Simon Pegg como Neil Clarke[7][8]
- Kate Beckinsale como Catherine[7]
- Robin Williams como Dennis, o cão[7][9]
- Michael Palin como Extraterrestre[7]
- Terry Jones como Extraterrestre[7]
- Terry Gilliam como Extraterrestre[7]
- John Cleese como Extraterrestre[7]
- Eric Idle como Extraterrestre[10]
- Joanna Lumley como Fenella[7]
- Eddie Izzard como Diretor[7]
- Rob Riggle como Grant [7]
- Meera Syal como Fiona[7]
- Sanjeev Bhaskar como Ray[7]

## Banda sonora
A cantora australiana Kylie Minogue gravou e lançou uma música chamada "Absolutely Anything And Anything At All" para a banda sonora. O clipe foi lançado no canal oficial de Minogue no YouTube.